# IUE
IUE（英: International Ultraviolet Explorer、国際紫外線天文衛星）またはエクスプローラー57号 (Explorer 57) は主に紫外線の電磁スペクトルの観測を目的とした宇宙望遠鏡。NASA、ESA、およびイギリス科学研究評議会（Science Research Council - SRC）の共同ミッションであった。イギリスの科学者グループによって1964年前半に最初に提案され、1978年1月26日、NASAのデルタ2000によって打ち上げられた。当初、ミッション期間は3年とされていたが、最終的に18年近く使用され、1996年まで稼動した。稼動停止は経済的理由によるもので、衛星は当初の性能に近い状態で機能していた。
IUEは、地上局からリアルタイムで紫外線スペクトルを観測することを可能とした最初の科学衛星であった。1時間以内という素早い応答時間によって、観測対象をスケジュールする上でこの上ない柔軟性がもたらされた。天文学者たちは、太陽系の天体からはるか遠方のクエーサーまで104,000回以上の観測を行った。IUEのデータから、恒星風の大規模研究、星間ダストの光吸収の正確な計測、当時の恒星進化論を覆す超新星SN 1987Aの計測など、重要な科学的成果が得られており、最も成果を上げた天文衛星ともされる。

## プロジェクトの歴史

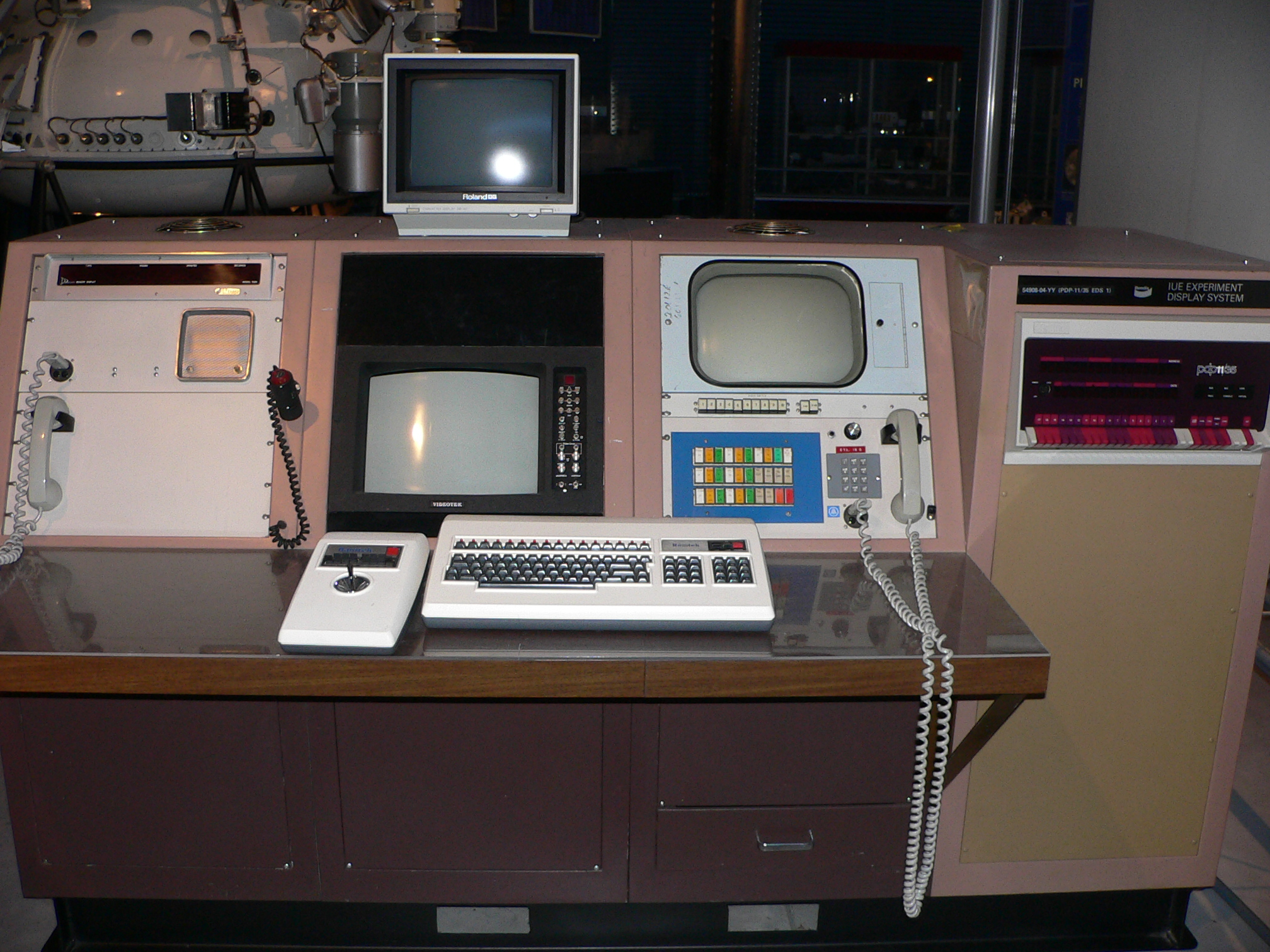
IUE のコントロールシェルとディスプレイユニット。Steven F. Udvar-Hazy Centerに保存されている

1964年、イギリスの科学者グループが紫外線天文衛星のコンセプトをESAの前身機関である欧州宇宙研究機構 (ESRO) に提案した。しかし、この提案は当時のESROの技術力を超えていたため、Robert Wilson がNASAにコンセプトを提供した。NASAはこのアイディアを採用し、SAS-D (Small Astronomy Satellite-D)として発展させた。
SRC もこの計画に加わり、科学機器のソフトウェアと、スペクトルグラフのためのビジコンカメラを提供した。ESA はマドリッド近郊にある欧州宇宙天文学センターの地上局と太陽パネルを提供した。NASAは衛星の機体、望遠鏡、スペクトルグラフ、打ち上げ施設、ゴダード宇宙飛行センターの地上局を提供した。
観測時間は計画の貢献度によってNASA：2/3、ESA：1/6、SRC：1/6 と配分された。

## 科学的成果
- 木星のオーロラの存在を最初に発見
- 彗星の中の硫黄を初めて検知
- 彗星の水損失の量的決定

など